# Magnetic (ILLITの曲)
Magnetic（マグネティック）は韓国の女性アイドルグループ・ILLITの楽曲。デビューミニアルバム『SUPER REAL ME』のタイトル曲として2024年3月25日にBELIFT LABから配信された。

## 概要
2024年3月9日、1stミニアルバム「SUPER REAL ME」のトラックリストが発表され、リードシングルとして「Magnetic」が発表された。3月25日、ミュージック・ビデオが公開された。

## 音楽性
楽曲はパン・シヒョクらによるプロデュースのもとで、"リアルな10代の感性"を取り入れるため10代のプロデューサーも制作に参加した。
楽曲はPluggnb（プラグンビー；プラグ・ミュージックの1ジャンル）とハウス・ミュージックの要素を取り入れたハイブリッド・ダンスのジャンルである。楽曲についてBELIFT LABは「好きな相手にまっすぐ進む心を『スーパー惹かれる』（super이끌림）という歌詞と磁石に比喩した」と述べた。

## プロモーション
MnetのM COUNTDOWN（3月28日）、KBSのミュージックバンク（3月29日）、SBS MのTHE SHOW（4月2日）に出演しパフォーマンスを行った。